# Chiesa di Santa Maria del Rosario (Gattinara)
La chiesa di Santa Maria del Rosario è un edificio religioso in stile barocco, sito nel comune di Gattinara.

## Storia
L'attuale chiesa di Santa Maria del Rosario sorge in corso Garibaldi, ove anticamente si trovava l'oratorio di Santa Maria della Cella, già citato negli estimi vescovili del 1440: al suo interno si trovava, in originaria collocazione, il trittico rinascimentale ancora oggi esistente. Alla seconda metà del '500 si colloca probabilmente la fondazione della Confraternita del Rosario con sede nella chiesa di Santa Maria, che, a partire dal primo decennio del XVII secolo, viene praticamente riedificata.
Tra VII e XVIII secolo una nutrita serie di interventi determina l'aspetto sostanzialmente barocco della chiesa quale si vede ora, soprattutto con la risistemazione del coro e della zona presbiteriale, e l'edificazione della navatella laterale. Nel 1678 alla Confraternita (maschile) del Rosario si affianca la Compagnia delle Cento Sorelle, fatto che determina l'erezione, nel 1678, della cappella di Sant'Anna, affidata al falegname Carlo Comola ed ai mastri da muro Martino Martinetto e Giovanni Boffa.
Ultimi lavori di una certa importanza sono il restauro complessivo dell'edificio nel 1816 e la ridecorazione pittorica dell'interno nel 1877.

## Descrizione
La chiesa del Rosario si annuncia con una bella facciata barocca (fine XVII secolo) opera di mastri da muro biellesi; la struttura riecheggia modelli tipici dell'area valsesserina e valsesiana, con la partizione della superficie mediante lesene e cornicioni, e la presenza di due notevoli statue in stucco raffiguranti la Vergine e l'arcangelo Gabriele: coevo è il sobrio portone in legno a riquadri.
L'interno si presenta ricchissimo nella sua decorazione barocca, in gran parte riportata all'originario splendore da recenti restauri. Imponente è la macchina d'altare che racchiude la statua della Vergine (1620), circondata da una serie di quadretti tondi, che raffigurano i misteri del Rosario. Sopra alla nicchia c'è il prezioso trittico di Gerolamo Giovenone, eseguito nei primi anni '30 del XVI secolo, raffigurante, entro una ricca cornice lignea intagliata e dorata, la Vergine con il Bambino, la Maddalena e San Giovanni.
È notevole, inoltre, il complesso, realizzato tra la fine del XVII -XVIII sec., costituito dall'altare maggiore in marmi policromi, e dalla ancona in stucco e muratura, ornata da colonne tortili, timpano e fastigi. Le statue di santa Caterina, san Domenico e della Vergine del Rosario evidenziano la grande perizia di plasticatori di provenienza lombarda, nell'ambito di un barocco pienamente maturo. Completano l'altare i due pannelli settecenteschi in legno intagliato e dorato, collocati sopra alle porticine d'accesso al coro.
La navatella laterale è occupata da alcune cappelle, tra le quali spicca quella dedicata a sant'Anna (iniziata nel 1678), ornata da una inferriata e da quadri settecenteschi dipinti da Francesco M. Guidotti. Alla stessa epoca appartengono i lunettoni con scene della vita di Cristo, posti sulla parete destra della navata centrale: due fra questi (la Circoncisione e la Presentazione al Tempio) sono opere del 1745 attribuibili con certezza al pittore valsesiano Lorenzo Peracino: essi fanno parte del ricco patrimonio di quadri, suppellettili e paramenti acquisito dalla Confraternita nel corso di tre secoli di vita. L'esuberante decorazione pittorica della navata centrale risale al 1875-1877, ed è opera dei fratelli Mazzetti di Ailoche, i quali realizzarono anche gli scranni lignei posti nell'ampio coro dietro l'altare maggiore.
L'organo della chiesa, collocato sulla tribuna d'ingresso, è opera di Paolo Mentasti